# Лобата
Лоба̀та (на португалски: Lobata) е един от 7-те окръга на Сао Томе и Принсипи. Разположен е на остров Сао Томе. Столицата на окръга е град Гуадалупе. Площта му е 105 квадратни километра, а населението – 22 916 души (по изчисления за май 2020 г.). В окръга има няколко училища, стадион, няколко площади и пристанище. Има също красиви плажове и много църкви.
Изменение на населението на окръга
- 1940 9240 (15,2% от цялото население)
- 1950 8190 (13,6% от цялото население)
- 1960 7875 (12,3% от цялото население)
- 1970 9361 (12,7% от цялото население)
- 1981 11 776 (12,2% от цялото население)
- 1991 14 173 (12,1% от цялото население)
- 2001 15 187 (11,0% от цялото население)